# Kuhdasht
Kūhdasht (farsi کوهدشت) è il capoluogo dello shahrestān di Kuhdasht, circoscrizione Centrale, nella provincia del Lorestan. Aveva, nel 2006, una popolazione di 85.519 abitanti.
Fu anticamente l'area di provenienza dei cassiti, antico popolo dei monti Zagros.